# Enacrosoma
Enacrosoma is een geslacht van spinnen uit de  familie van de wielwebspinnen (Araneidae).

## Soorten
- Enacrosoma anomalum (Taczanowski, 1873)
- Enacrosoma decemtuberculatum (O. P.-Cambridge, 1890)
- Enacrosoma frenca Levi, 1996
- Enacrosoma javium Levi, 1996
- Enacrosoma multilobatum (Simon, 1897)
- Enacrosoma quizarra Levi, 1996